# Gottfried August Bürger
Gottfried August Bürger (31. december 1747 i Molmerswende ved Halberstadt – 8. juni 1794 i Göttingen) var en tysk digter.
Bürger mistede tidligt sin far, der var præst, og blev sendt til Halle for at studere teologi. 21 år gammel kom han til Göttingen for at vi sig det juridiske studium, men levede her et vildt liv, så hans bedstefar, der understøttede ham, ikke mere ville træde hjælpende til. Hans venner, især digteren Boie, kendt som udgiver af Musenalmanach og stifteren af Göttinger Hainbund, bragte ham atter på ret køl og skaffede ham, efter at han havde endt sin eksamen, ansættelse som Justizamtmann i Altengleichen ved Göttingen. 
Som embedsmand giftede han sig med en datter af justizamtmann Leonhardt i Niedeck, skønt han i virkeligheden ikke elskede hende. Genstanden for hans lidenskabelige elskov var hendes purunge søster Auguste, som han begejstret har besunget under navnet Molly. Der fulgte nu en række stormfulde år for Bürger. Forholdet til de to kvinder – hustruen og hendes søster – udviklede sig til et dobbeltægteskab, da Molly efter sin fars død kom i huset hos Bürger – hans økonomiske stilling blev meget svag, da forpagtningen af et gods voldte ham, der var uden forstand på landvæsen, store tab. Han flyttede efter sin hustrus død 1784 til Göttingen for at friste livet ved litterært arbejde og blev nu kreeret til æresdoktor i filosofi ved universitetets 50-års jubilæum og ansat som overordentlig professor, dog uden gage. 
Han ægtede her sin tilbedte Molly, men mistede hende allerede efter få måneders ægteskab. Hans ulykkers række var imidlertid ikke endt endnu. Han indlod sig nemlig på et nyt ægteskab, da han ville skaffe sine tre børn en mor, og giftede sig 1790 med sin Schwabenmädchen, Elise Hahn fra Stuttgart. Hun friede til ham i et digt. Bürger, der først havde anset henvendelsen for en spøg, svarede på vers, og på dette skrøbelige grundlag udviklede der sig et forhold, der hurtigt endte på den sørgeligste måde med skilsmisse, da han var blevet overbevist om hendes utroskab og havde lidt under hendes ødselhed. Efter sit tredje ægteskab, der var et helvede for ham, var Bürger en nedbrudt mand og døde to år efter skilsmissen, glemt og fattig. Et mindesmærke er 100 år efter hans død rejst for ham i Göttingen.
En godmodig, men lidet viljestærk personlighed var han. Samtiden omtaler hans smukke blik. På bunden var og blev han en bohèmenatur. Som lyriker vandt han sig et uforglemmeligt navn med balladen Lenore, der 1774 stod i Boies Musenalmanach. Andre bekendte ballader og viser af ham er Das Lied vom braven Mann, Der wilde Jäger og Der Kaiser und der Abt. Han blev med disse en virkelig folkelig digter, der kunne forstås af høje og lave. Selv udgav han en samling af sine Gedichte og knyttede desuden sit navn til en række poetiske oversættelser (Homer, Vergil, Ossian, Shakespeare) samt redigerede i nogle år Musenalmanach.